# Travis McGee
Travis McGee est un détective américain de fiction, originaire de Floride, créé par John D. MacDonald. McGee  figure dans 21 romans, à partir de The Deep Blue Good-by en 1964 jusqu'à The Lonely Silver Rain en 1984.

## Biographie
Il pratique le football en professionnel pendant deux saisons chez les Colosses de Miami (il occupait la position d'ailier), mais un arrière de Détroit du nom de Di Colosa lui casse le tibia. Il est alors contraint d'arrêter sa carrière sportive.
Travis habite sur un bateau surnommé Busted Flush dans la ville de Fort Lauderdale, en Floride.
D'après Philip José Farmer, Travis McGee fait partie de la famille Wold Newton, il s'agirait du cousin germain d'Archie Goodwin, l'assistant du célèbre détective Nero Wolfe. Cette affirmation est détaillée dans l'addendum no 1 de l'ouvrage de Farmer : Doc Savage : His Apocalyptic Life.
The Green Ripper (1979), un roman de la série, remporte le National Book Award 1980.

## Romans de la série
- The Deep Blue Good-by (1964)
- Nightmare in Pink (1964)
- A Purple Place for Dying (1964) Publié en français sous le titre Deuil en violet, Paris, Presses de la Cité, coll. « Mystère » 3e série no 37, 1969 ; réédition, Paris, Librairie des Champs-Élysées, coll. « Pulp serie » no 14, 1999
- The Quick Red Fox (1964)
- A Deadly Shade of Gold (1965)
- Bright Orange for the Shroud (1965)
- Darker than Amber (1966) Publié en français sous le titre Le Temps des noyeurs, Paris, Gallimard, coll. « Série noire » no 1170, 1967
- One Fearful Yellow Eye (1966) Publié en français sous le titre L'Œil jaune de la peur, Paris, Presses de la Cité, coll. « Mystère » 3e série no 27, 1969
- Pale Gray for Guilt (1968)
- The Girl in the Plain Brown Wrapper (1968) Publié en français sous le titre Deuil en marron, Paris, Presses de la Cité, coll. « Mystère » 3e série no 58, 1970 ; réédition, Paris, Presses de la Cité, coll. « Punch » 1re série no 136, 1972
- The Long Lavender Look (1970) Publié en français sous le titre Micmac à Miami, Paris, Presses de la Cité, coll. « Mystère » 3e série no 155, 1971 ; réédition, Paris, Presses de la Cité, coll. « Punch » 1re série no 86, 1971 ; réédition, Paris, Presses de la Cité, coll. « Les Classiques du roman policier » no 30, 1983
- A Tan and Sandy Silence (1971)
- Dress Her in Indigo (1971)
- The Scarlet Ruse (1973) Publié en français sous le titre Piège sans fond, Paris, Presses de la Cité, coll. « Punch » 2e série no 25, 1974 ; Paris, Presses de la Cité, coll. « Punch » 3e série, no 26, 1974
- The Turquoise Lament (1973) Publié en français sous le titre Sois belle et tue-toi, Paris, Presses de la Cité, coll. « Punch » 2e série no 34, 1974 ; Paris, Presses de la Cité, coll. « Punch » 3e série, no 27, 1974
- The Dreadful Lemon Sky (1974)
- The Empty Copper Sea (1978)
- The Green Ripper (1979)
- Free Fall in Crimson (1981) Publié en français sous le titre Chauds les ballons !, Paris, Gallimard, coll. « Série noire » no 1898, 1982
- Cinnamon Skin (1982) Publié en français sous le titre La mariée est trop morte, Paris, Gallimard, coll. « Série noire » no 1904, 1983
- The Lonely Silver Rain (1984)

## Adaptations

### Au cinéma
- 1970 : La Loi du talion (Darker Than Amber), film américain réalisé par Robert Clouse, avec Rod Taylor dans le rôle de Travis McGee

### À la télévision
- 1983 : Travis McGee (en), téléfilm américain réalisé par Andrew V. McLaglen, avec Sam Elliott dans le rôle-titre.